# Таваньякко
Таваньякко (итал. Tavagnacco, фриульск. Travagna) —  коммуна в Италии, располагается в регионе Фриули-Венеция-Джулия, в провинции Удине.
Население составляет 14189 человек (2008 г.), плотность населения составляет 937 чел./км². Занимает площадь 15 км². Почтовый индекс — 33010. Телефонный код — 0432.
Покровителем коммуны почитается святой Антоний Великий, празднование 17 января.

## Демография
Динамика населения:

## Администрация коммуны
- Официальный сайт: http://www.comune.tavagnacco.ud.it/